# Indiáner
Az indiáner (vagy indiáner fánk, indusfánk, németül: Indianerkrapfen) bécsi eredetű sütemény: kakaós fondantmasszával bevont piskótakorong-pár, közöttük tejszínhabbal.

## Története
A hagyomány szerint az indiáner megalkotása gróf Pálffy Ferdinánd magyar arisztokrata nevéhez köthető, aki 1807–1826 között a bécsi Theater an der Wien intendense volt. Pálffy felfigyelt egy Európát beutazó „indián” artistára és néhány napos vendégszereplésre szerződtette színházában, szakácsát pedig megbízta, hogy készítsen egy olyan süteményt, melynek kinézete a művész bőrszínét idézi. Az így létrejött „indusfánk” igen népszerű termék lett, ma azonban csak kevés cukrászdában kapható.
A névadó „indián” nagy valószínűséggel nem amerikai indián, hanem indiai volt. A 19. században sok indiai mutatványos járta Európát, és magukat németül Indianernek nevezték.
Az indiánerhez hasonló a holland moorkop (mórfej) sütemény, melyet Den Bosch városához kötnek.

## Elkészítése
Tojás, liszt, cukor felhasználásával piskóta-félgömböket sütnek. A készre sült félgömbök belsejét kivájják, minden második tetejét egyenesre vágják (ez lesz a kész sütemény alja), majd baracklekvárral bekenik és kettesével összeillesztik. A gömböket kakaós fondantba vagy csokoládéba mártják, majd ismét kettévágják, és tejszínhabot töltenek bele.